# گرنه
گرنه روستایی از توابع بخش حلب شهرستان ایجرود در استان زنجان ایران است. ساکنین روستای گرنه به زبان‌های تاتی و ترکی سخن می‌گویند.

## جمعیت
این روستا در دهستان ایجرود پایین قرار دارد و براساس سرشماری مرکز آمار ایران در سال ۱۳۸۵، جمعیت آن ۷۱ نفر (۲۱خانوار) بوده است.